# سفارة المملكة المتحدة في الإكوادور
سفارة المملكة المتحدة في الإكوادور هي أرفع تمثيل دبلوماسي لدولة المملكة المتحدة لدى الإكوادور. تقع السفارة في كيتو وهي تهدف لتعزيز المصالح البريطانية في الإكوادور.

## وصلات خارجية
- الموقع الرسمي
- قائمة سفارات المملكة المتحدة
- قائمة السفارات في الإكوادور